# Ronald L. Meek
Ronald Lindley Meek (27 de julio de 1917 - 18 de agosto de 1978) fue un economista y científico social marxista conocido especialmente por sus estudios académicos de la economía política clásica y la teoría del valor trabajo. Durante las décadas de 1960 y 1970, sus escritos tuvieron una fuerte influencia en la discusión académica occidental sobre la teoría económica de Marx.

## Vida y carrera
Meek nació en Wellington, Nueva Zelanda, donde asistió a la escuela y entró en Universidad Victoria en Wellington a mediados de la década de 1930, inicialmente para estudiar derecho y más tarde economía. Allí se interesó por el pensamiento de Karl Marx, el teatro y la política local de izquierda. Algunos de sus artículos de ese período en revistas de Nueva Zelanda como Spike, Salient y Tomorrow fueron escritos bajo seudónimos. En 1939, se graduó con una Maestría en Derecho y obtuvo una beca para la Universidad de Cambridge. Sin embargo, intervino la Segunda Guerra Mundial y sus estudios de posgrado en Cambridge se retrasaron seis años.
En 1944 se casó con una activista comunista, Rona Stephenson (más conocida como Rona Bailey), aunque pronto se volvieron a divorciar. Meek se reveló como el pensador marxista más brillante de su generación en Nueva Zelanda; su primera monografía, un folleto titulado "Problemas maoríes actuales" (1943), analizaba un tema que anteriormente había sido ignorado en gran medida por el Partido Comunista de Nueva Zelanda. Su conferencia de 1946 ante la sucursal de Wellington de la Sociedad Geográfica de Nueva Zelanda sobre la emancipación maorí se publicó en el New Zealand Geographer.
En 1946, Meek se mudó a Cambridge, Inglaterra, con una beca de Strathcona para realizar un doctorado. bajo Piero Sraffa y Maurice Dobb . Dos años más tarde, en octubre de 1948, se trasladó a Glasgow, Escocia, donde se convirtió en profesor universitario en el Departamento de Economía Política, y en 1949 terminó su tesis doctoral, "El desarrollo del concepto de excedente en el pensamiento económico desde Mun hasta Mill". También se volvió a casar y aprendió a tocar el piano. Meek fue profesor de Economía Política en la Universidad de Glasgow hasta 1959 y profesor titular de 1960 a 1963.
Su primer trabajo importante, Estudios sobre la teoría del valor laboral, fue publicado por Lawrence & Wishart en 1956 (una segunda edición fue publicada por Monthly Review Press en 1973). El libro fue ampliamente leído y tuvo una gran influencia en las discusiones de los economistas marxistas, ricardianos y poskeynesianos en las décadas de 1960 y 1970. En 1956 Meek también abandonó el Partido Comunista de Gran Bretaña y abandonó su anterior apoyo a las políticas de Iósif Stalin, aunque siguió siendo marxista hasta sus últimos años. Fue reconocido como una autoridad académica sobre Adam Smith y los fisiócratas. En la introducción a un artículo de 1971, "Smith, Turgot y la teoría de las 'cuatro etapas'", Ron Meek escribe: "En los viejos tiempos, cuando yo era un joven marxista feroz en lugar de un Meeksista benigno de mediana edad, Se interesó mucho por el trabajo de los miembros de la llamada escuela histórica escocesa...".
Desde 1963 hasta su muerte fue profesor Tyler de Economía en la Universidad de Leicester, donde inició una licenciatura. Curso de Economía y Centro de Investigación de Economía del Sector Público. Publicó numerosos libros y artículos sobre economía política clásica, economía marxista y sraffiana, así como sobre fijación de precios de la electricidad y teoría social.
Según el testimonio de Eileen Appelbaum:

"En el momento de su muerte, Meek estaba inmerso en un reexamen de las teorías del precio relativo y la distribución del ingreso en términos de las actitudes cambiantes de los economistas hacia el concepto de excedente. En particular, quería comparar los usos que Marx y Sraffa daban a este concepto, y comentar desde esta perspectiva las controversias contemporáneas entre marxistas y "neorricardianos'."

## Libros de Ronald Meek
- Studies in the Labor Theory of Value, 1956
- The Economics of Physiocracy: Essays and Translations, 1962
- Hill-walking in Arran, 1963
- The rise and fall of the concept of the economic machine, 1965
- Economics and Ideology and Other Essays, 1967
- Marx and Engels on the population bomb (selections from the writings of Marx and Engels dealing with the theories of Thomas Robert Malthus. Edited by Ronald L. Meek. Translations from the German by Dorothea L. Meek and Ronald L. Meek), 1971
- Figuring out society, 1971
- Quesnay's Tableau Economique, 1972 (with Margaret Kuczynski)
- Turgot on Progress, Sociology and Economics, 1973
- Precursors of Adam Smith, 1973
- Social Science and the Ignoble Savage, 1976
- Smith, Marx and After: Ten Essays in the Development of Economic Thought, 1977.
- Smith, Adam (1982).  Meek, R. L.; Raphael. D. D., eds. Lectures on Jurisprudence. Indianapolis: Liberty Fund.
- Matrices and society (with Ian Bradley). Princeton: Princeton University Press, 1987.

## Artículos seleccionados de Ronald Meek
- "The Rehabilitation of Ricardo", The Listener, 1951
- "New Light on the Labour Theory of Value", The Listener, 1952
- The Scottish Contribution to Marxist Sociology", 1954, en Saville, editor, Democracy and the Labour Movement
- "Adam Smith and the Classical Concept of Profits", 1954, Scottish Journal of Political Economy
- "The Decline of Ricardian Economics in England", 1950, Economica
- "Stalin as an Economist", 1953, RES
- "Smith, Turgot and the Four Stages Theory", 1971, History of Political Economy 1971
- "Marxism and Marginalism", History of Political Economy 1972
- "The Falling Rate of Profit", 1976, en Howard and King, editor, Economics of Marx

## Comentarios sobre Ronald Meek
- Ronald L. Meek,  July 27, 1917-August 18, 1978." In: Journal of Post Keynesian Economics, Vol. 1, No. 3, Spring, 1979, pp. 123-125.
- Ian Bradley and Michael Howard, eds., Classical and Marxian Political Economy. Essays in honour of Ronald Meek. London: Macmillan, 1982. (contains a bibliography of Meek's scholarly articles).
- Andrew Skinner, "Ronald Lindley Meek". In: John Eatwell, Murray Milgate, Peter Newman (eds.), Marxian economics. London: Macmillan Press, 1990, p. 286-288.
- Michael C. Howard and John E. King, “Ronald Meek”, in: History of Political Economy, Volume 35, Number 3, Fall 2003.
- Howard, M.C. & King, J.E. (2001). "Ronald Meek and the rehabilitation of surplus economics", in S.G. Medema & W.J. Samuels (eds), Historians of Economics and Economic Thought, London: Routledge, 185-213.
- "Ronald L. Meek", article in A Biographical Dictionary of Dissenting Economists edited by Philip Arestis and Malcolm C. Sawyer.
- Geoffrey Harcourt, "Ronald Meek's “Magnificent” Review Article of Piero Sraffa's 1960 Classic: Top Hit in Decade 1954–63". Scottish Journal of Political Economy, Vol. 60, issue 5, 2013, pp. 478-480.